# Tarifa
Tarifa (spanskt uttal: [taˈɾifa]) är en stad och kommun i provinsen Cádiz i den autonoma regionen Andalusien i södra Spanien. Staden ligger längs Costa de la Luz vid Medelhavet, cirka 84,5 kilometer sydost om Cádiz. Kommunen har 18 664 invånare (2024), på en yta av 419,18 km².
Tarifa har en stadsmur och ett moriskt kastell. Staden har blivit ett etablerat säte för olika former av surfing för såväl professionella som för amatörer.